# Geomunoreum-Lavaröhrensystem

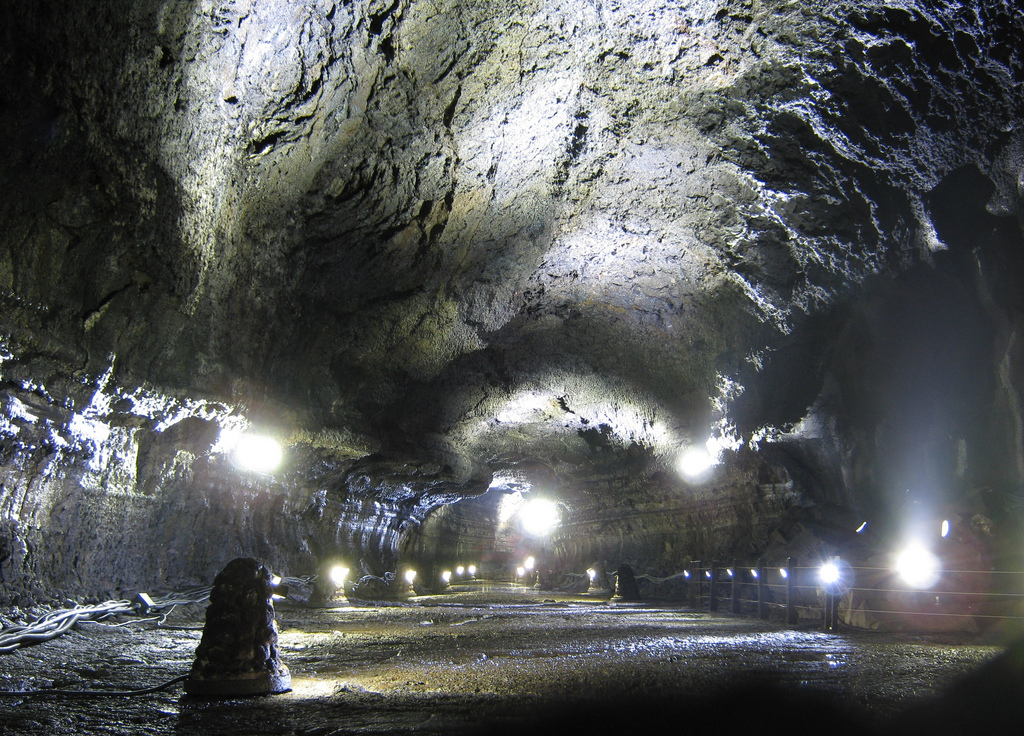
Mangjang-gul (Geomunoreum)

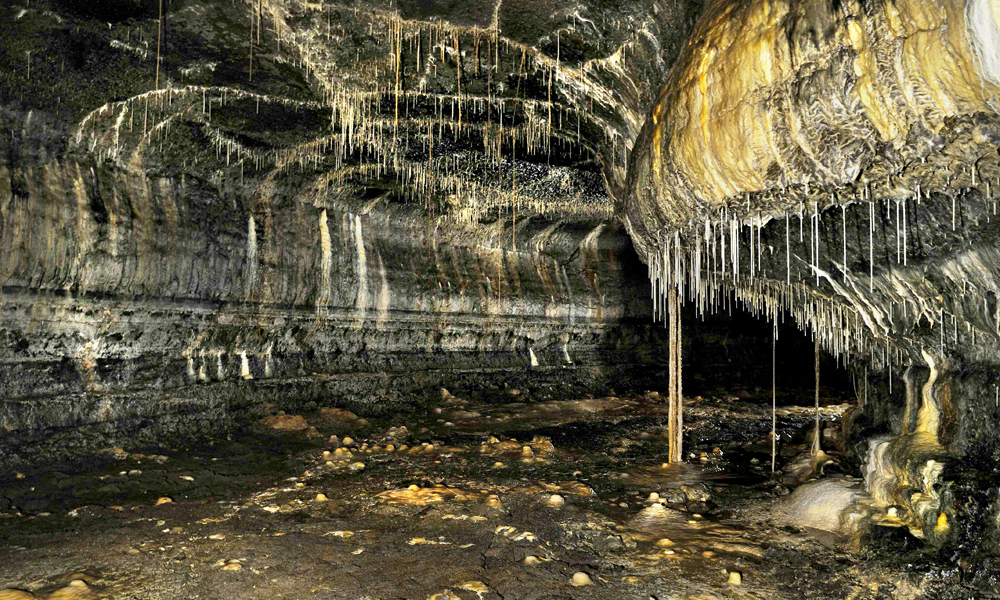
Lavaröhre mit nachträglich entstandenen Tropfsteinen im Geomunoreum-Lavaröhrensystem

Das Geomunoreum-Lavaröhrensystem befindet sich auf der südkoreanischen Insel Jeju. Es gehört – zusammen mit dem Vulkan Hallasan und dem Tuffkegel Seongsan Ilchulbong – seit 2007 zum Weltnaturerbe Jeju-Vulkaninsel und Lavatunnel der UNESCO.
Das Lavaröhrensystem zeichnet sich durch seinen Reichtum an Lavaformationen und mineralischen Ablagerungen aus. Die Röhren haben mehrfarbige Decken und Böden, die ihre Farbe durch verschiedene Karbonate erhalten. Die Wände haben eine dunkle Farbe, wurden von Lava gebildet und sind zum Teil mit Karbonat-Ablagerungen verziert. Zudem findet sich im Geomunoreum-Lavaröhrensystem eine Vielzahl verschiedener Speläotheme.

## Entstehung
Das Geomunoreum-Lavaröhrensystem entstand vermutlich vor 100.000 bis 300.000 Jahren. In dieser Zeitspanne kam es immer wieder zu Ausbrüchen des Flankenvulkans Geomunoreum, der sich in einer Höhe von 456 m an der östlichen Flanke des Hallasan befindet. Die ausgespuckte Lava floss in nordnordöstlicher Richtung den Hang des Hallasan hinab und legte dabei eine Strecke von ca. 13 km bis zum Meer zurück.

## Einzelne Lavaröhren
Das System besteht aus den bisher bekannten Einzelröhren Seonheul-sujikdonggul, Bengdwi-gul, Bukoreum-donggul, Daerim-donggul, Mangjang-gul, Gimnyeong-gul, Yongcheon-donggul und der Dangcheomul-donggul.

### Bengdwi-gul
Die 4481 m lange Lavaröhre wurde 1987 entdeckt und von 1988 bis 1994 durch die Dongkuk Universität erstmals erforscht. Die labyrinthartige Röhre wurde durch wiederholte Ausbrüche des Geomunoreum Vulkans geformt und hat die komplexeste Form der bekannten Lavaröhren auf Jeju. Bei den Ausbrüchen des Vulkans, floss dessen Pāhoehoe-Lava nach Norden, Nordosten und Nordwesten. Es entstanden viele Nebenflüsse und Nebenarme – teils auf mehreren Ebenen – des Lavaflusses die später wieder in einem Strom zusammenflossen. In der nicht für die Öffentlichkeit geöffneten Röhre finden sich gut erhaltene Strukturen, u. a. Kammern und Lava-Stalaktiten. Die Röhre befindet sich circa 300 bis 350 m über dem Meeresspiegel dicht unter der Erdoberfläche. Durch die Nähe zur Erdoberfläche ist die Höhlendecke an 16 Stellen eingebrochen. 13 der Einbrüche dienen als Eingang in die Röhre. Die Röhre ist der Lebensraum von 37 Arten.

### Mangjang-gul

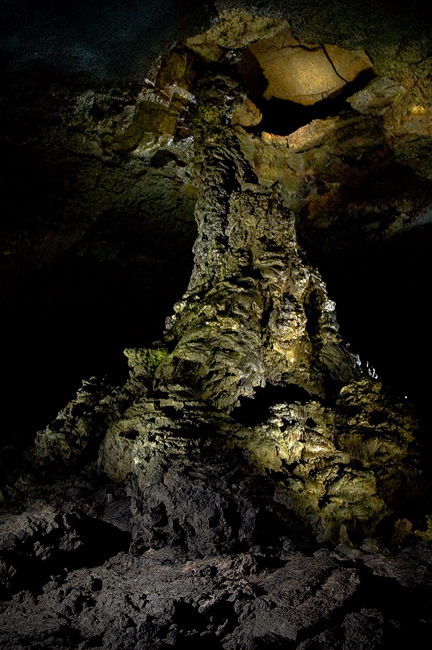
Manjang-gul

Die 7416 m lange, bis zu 23 m breite und bis zu 30 m hohe Lavaröhre, wurde 1946 durch Boo Jong-hyu erstmals erforscht. Aber erst ab 1970 wurde die ca. 200.000 bis 300.000 Jahre alte Röhre vermessen und von verschiedenen koreanischen und japanischen Forscherteams untersucht. Die Röhre verläuft auf zwei Ebenen. Die untere Röhre hat eine Länge von 5296 m und ist die Hauptröhre. Die obere Röhre ist 2120 m lang. Ein etwa 1 km langes Teilstück der Röhre wurde 1967 für die Öffentlichkeit geöffnet. In ihr finden sich viele gut erhaltene durch Lava geformte Strukturen, wie Stalaktiten und Säulen, u. a. ist die weltweit größte Lava-Säule in der Röhre zu finden. In der Röhre leben 38 Arten und mindestens 30.000 Fledermäuse. Diese Population ist die größte, bekannte Fledermauspopulation in Südkorea.

### Gimnyeong-gul
Der Eingang der 705 m langen, 4 m breiten und bis zu 12 m hohen Lavaröhre (auch Gimnyeong-sagul oder Sagul (Schlangenhöhle) genannt) liegt nur 90 m unterhalb des Ausgangs der Manjang-gul. Zwischen den beiden Röhren liegt ein eingestürztes Stück, sodass angenommen wird, das beide Röhren mal eine Röhre formten. Das Ende der s-förmigen Lavaröhre ist durch Lavagestein verschlossen. Auf dem Boden der Röhre finden sich Karbonatablagerungen und Sand. Dieser stammt von Sanddünen, die sich nahe dem Eingang der Am Ende der Röhre befinden. Die Röhre war bis 1991 für die Öffentlichkeit geöffnet, dann aber aus Sicherheitsgründen geschlossen.
Der Begriff Sagul entspringt einer Legende. Der Legende nach, lebte eine große Schlange, die Naturkatastrophen über das Land brachte, in der Röhre. Um die Katastrophen zu verhindern, musste der Schlange jedes Jahr ein 15-jähriges Mädchen als Opfer dargeboten werden. Der Richter Lin Seo tötete im Jahr 1515 die Schlange und seitdem lebten die Menschen in Frieden. Am Eingang der Röhre wurde zu Ehren von Lin Seo ein Denkmal aufgestellt.

### Yongcheon-donggul

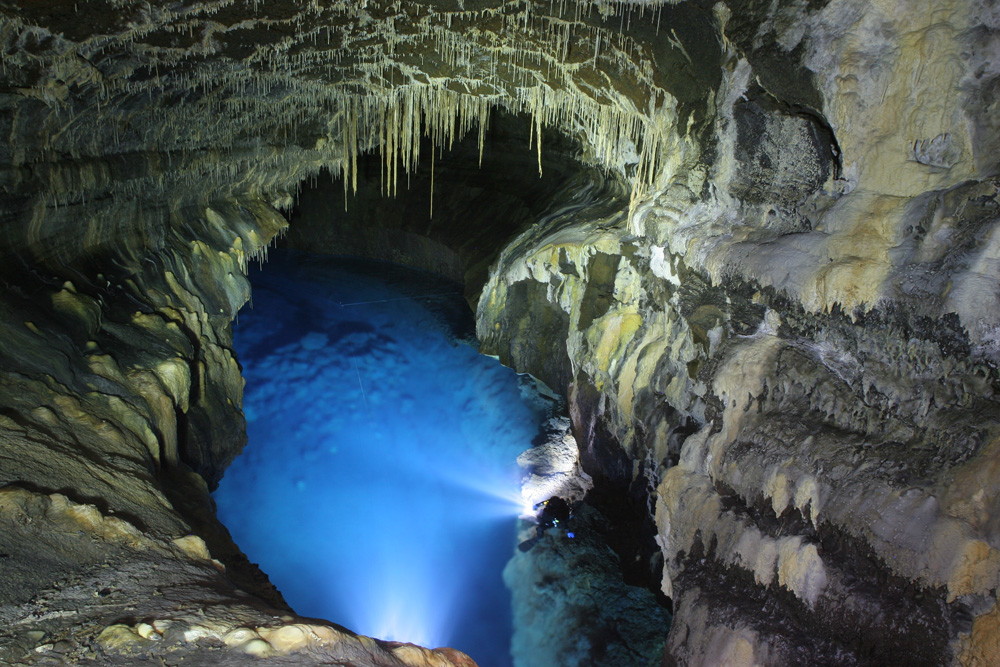
Der Millennium-See in der Yongcheon-Höhle (2009)

Die ca. 2500 m lange, 7 bis 15 m breite und 1,5 bis 20 m hohe Lavaröhre wurde 2005 per Zufall bei Bauarbeiten entdeckt. Ihr Ende stromaufwärts ist durch Sand blockiert und war vermutlich mit der Gimnyeong-Lavaröhre verbunden, sodass beide Röhren ursprünglich eine Lavaröhre bildeten. Die 100.000 bis 300.000 Jahre alte Röhre verläuft von Nordosten nach Südwesten, zum Teil auf zwei Ebenen. Verschiedene von Lava gebildete Gesteinsformationen, Lava-Stalaktiten und Stalagmiten, Lavafälle und Quellwasserseen, finden sich in der Röhre. Am Boden des letzten Lavafalls befindet sich ein See (englisch Millennium Lake) mit einer Länge von 200 m, einer Breite von 7 bis 15 m und einer Tiefe zwischen 6 und 15 m. An Boden und Decke befinden sich sekundäre Speläotheme, wie Stalaktiten, Stalagmiten, uvm. Gebildet wurde die Speläotheme durch Calcium und Karbonate die durch Regenwasser aus dem über der Röhre liegenden Sand gewaschen wurden.
Doch nicht nur Speläotheme wurden in der Lavaröhre gefunden, sondern auch eine Vielzahl von historischen, von Menschen hergestellten Gegenständen, wie z. B. Tongefäße, Werkzeuge und Fackeln. Anhand der Gefäße und durch Bestimmung des Alters der Fackeln mittels der Radiokarbonmethode, konnte gezeigt werden, dass die Menschen ca. 605 nach Christus, zur Zeit des Silla Reiches, die Röhre betreten haben. Vermutlich hatte die Röhre eine besondere Bedeutung durch die Süßwasserseen, da Süßwasser auf Jeju schwierig zu finden ist. Zudem wird angenommen, dass die Röhre ein heiliger Ort für die Menschen dieser Zeit war, an dem auch religiöse Zeremonien durchgeführt wurden. Der Verschluss durch Sand verhinderte später den Eintritt in die Röhre.

### Dangcheomul-donggul
Die 1995 bei Arbeiten entdeckte Lavaröhre hat eine Länge von 110 m Länge, ist zwischen 5,5 und 18,4 m breit und zwischen 0,3 und 2,7 m hoch. Ein Bauer brach mit einem schweren Arbeitsgerät durch die Decke der 100.000 bis 200.000 Jahre alten Röhre. Sie hat einen flachen Boden und einen bogenförmiger Querschnitt. Ihre Decke ist überzogen von Lava Excentriques. Neben den Excentriques finden sich verschiedene Speläotheme in der Röhre. Diese Speläotheme, wurden von Karbonaten gebildet, die aus Sanddünen herausgewaschen wurden und durch Spalten und Baumwurzeln in die Röhre gelangten. Es finden sich in der Röhre Soda-Straws, Stalaktiten, Stalagmiten, Säulen, Flowstone, Sinterbecken  und Mondmilch in der Röhre. 13 Spezies leben in der Röhre. Die Röhre ist nicht für die Öffentlichkeit zugänglich. Wissenschaftliche Studien wurden im Jahr 2000 durchgeführt.

## Ökosystem
Die Röhren des Geomunoreum-Lavaröhrensystems stellen verschiedenartige Habitate für Lebewesen zur Verfügung.
In den Lavaröhren wurden bis heute 64 Arten entdeckt. Von diesen 64 Arten, sind 23 Spinnenarten und 11 Insektenarten.
Besondere Bedeutung haben:
- der Doppelfüßer Epanerchodus clavisetosus,
- der Seonggul-Weberknecht Opilio pentaspnulatus,
- die Jeju-Höhlenspinne Nesticella quelpartensis,
- der Korea-Weberknecht Heteropoda koreana und
- der Jeju-Salamander Hynobius quelpartiens.

Von diesen Lebewesen kommen die Spinnen und der Doppelfüßer nur auf Jeju vor.
In der Bengdwi- und der Manjang-Lavaröhre leben drei Arten von Fledermäusen in großen Populationen. In der Manjang-Lavaröhre leben circa 30.000 Fledermäuse der Art Miniopterus schreiberisi fuliginosus. Diese Population ist die größte Fledermauspopulation in Südkorea.
Neben den großen Populationen finden sich kleine Populationen von zwei Fledermausarten in der Gimnyeong-Lavaröhre.

## UNESCO-Weltnaturerbe
Das Geomunoreum-Lavaröhrensystem wurden 2007 in die Liste der Weltnaturerben aufgenommen. In der Begründung zur Annahme des Antrages wird die besondere Schönheit der Lavaröhren hervorgehoben.

“The Geomunoreum lava tube system, which is regarded as the finest such cave system in the world, has an outstanding visual impact even for those experienced with such phenomena. It displays the unique spectacle of multi-coloured carbonate decorations adorning the roofs and floors, and dark-coloured lava walls, partially covered by a mural of carbonate deposits.”